# Тетрапалладийтрипразеодим
Тетрапалладийтрипразеодим — бинарное неорганическое соединение
палладия и празеодима
с формулой Pr3Pd4,
кристаллы.

## Получение
- Сплавление стехиометрических количеств чистых веществ:

{\displaystyle {\mathsf {4Pd+3Pr\ {\xrightarrow {1122^{o}C}}\ Pr_{3}Pd_{4}}}}

## Физические свойства
Тетрапалладийтрипразеодим образует кристаллы
тригональной сингонии,
пространственная группа R 3,
параметры ячейки a = 1,3595 нм, c = 0,5804 нм, Z = 6,
структура типа тетрапалладийтриплутония Pu3Pd4
.
При температуре 951°C в соединении происходит фазовый переход.
Соединение конгруэнтно плавится при температуре 1122°C.